# Drozd rezavý

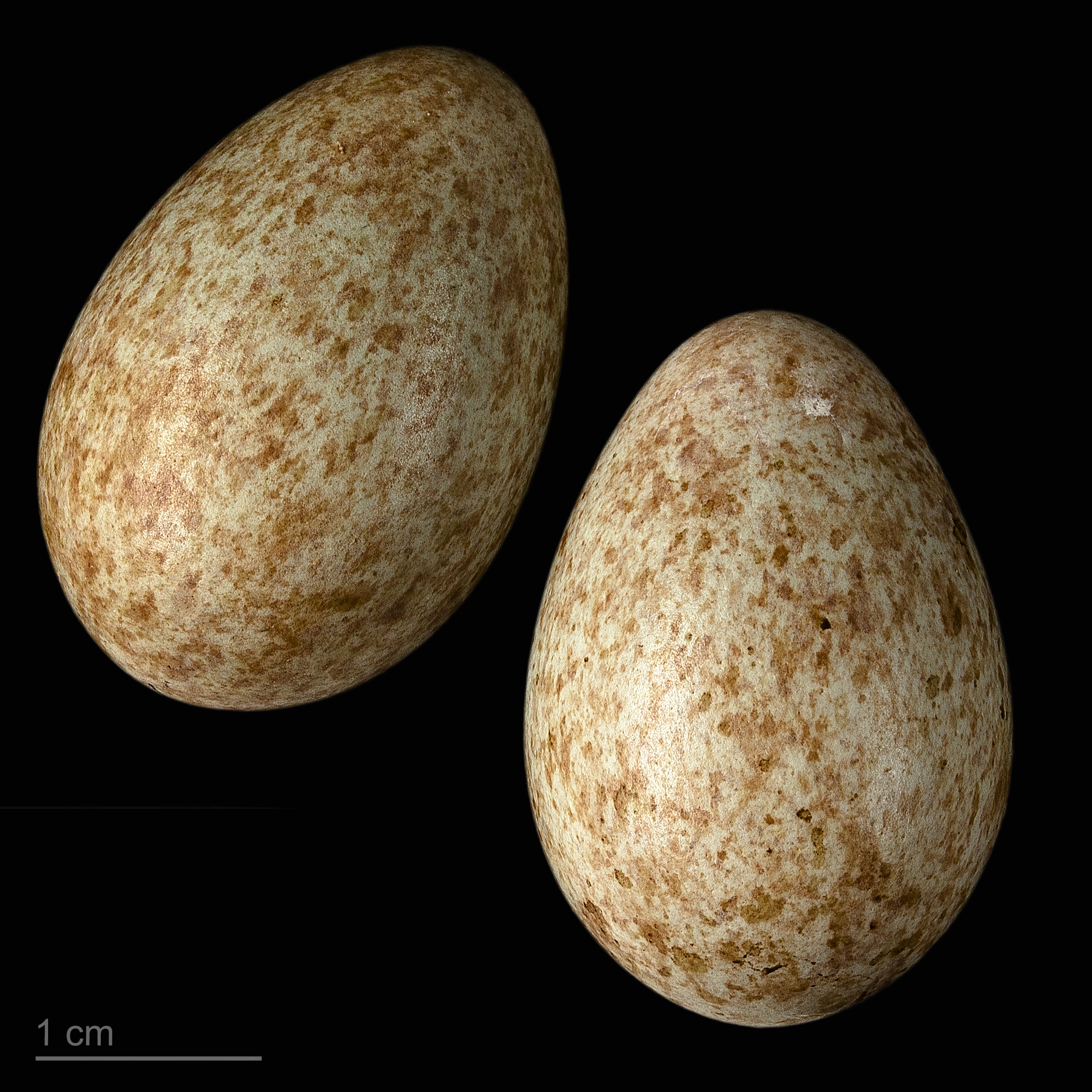
Turdus naumanni

Drozd rezavý (Turdus naumanni) je středně velkým sibiřským druhem pěvce z čeledi drozdovitých (Turdidae). Má rezavě hnědá křídla, bílou spodinu s černým skvrněním, černý pruh přes hruď a černý pruh přes oko do příuší. U poddruhu T. n. eunomus je černá barva nahrazena cihlově rezavou. Hnízdí v tajze až po hranici tundry, do Evropy zaletuje jen zřídka. Čtyřikrát byl zjištěn i na území České republiky.